# Cynoglossum australe
Cynoglossum australe är en strävbladig växtart som beskrevs av Robert Brown. Enligt Catalogue of Life ingår Cynoglossum australe i släktet hundtungor, och familjen strävbladiga växter, men enligt Dyntaxa är tillhörigheten istället släktet hundtungor, och familjen strävbladiga växter. Arten förekommer tillfälligt i Sverige, men reproducerar sig inte. Inga underarter finns listade i Catalogue of Life.